# Asher Barash

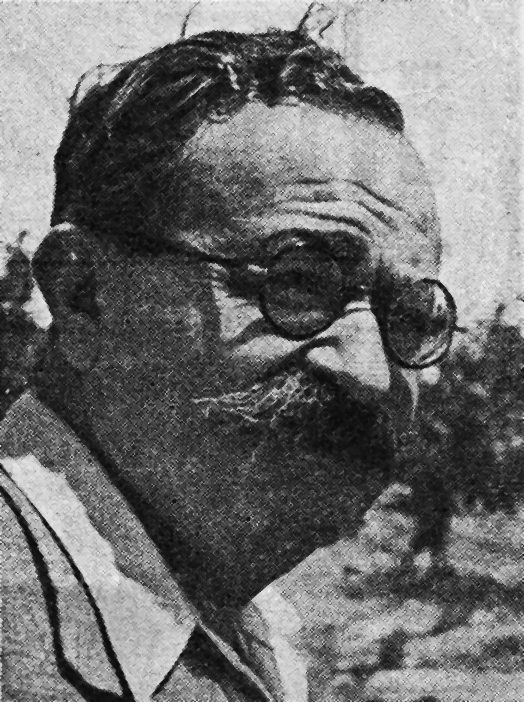
Asher Barash (1945)

Asher Barash (hebräisch אשר ברש; geboren 16. März 1889 in Lopatyn, Österreich-Ungarn; gestorben 4. Juni 1952 in Tel Aviv) war ein israelischer Schriftsteller.

## Leben und Werk

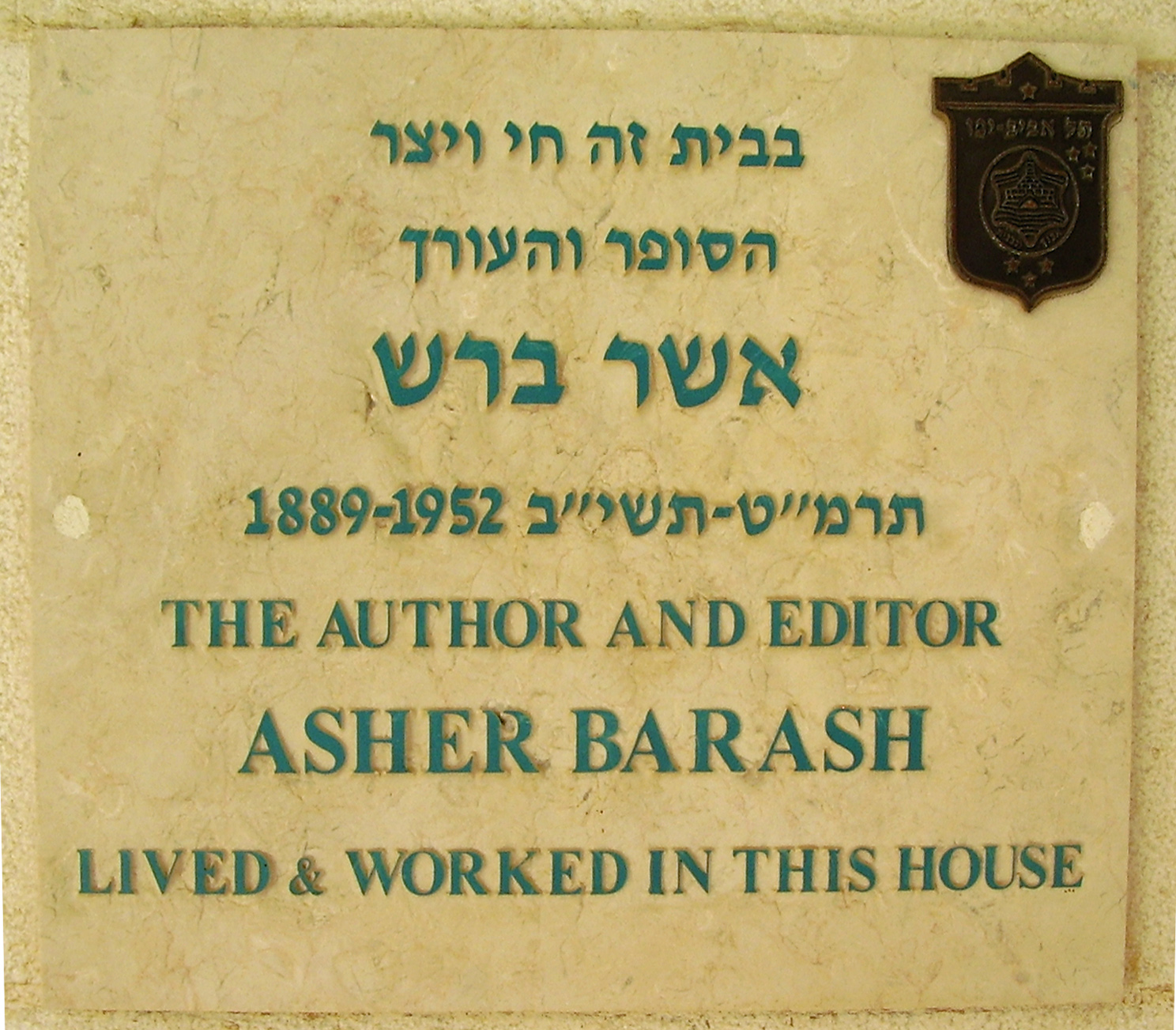
Gedenktafel am Wohnhaus von Asher Barash in Tel Aviv

Asher Barash wurde 1889 in Lopatyn geboren, einem Ort bei Brody im österreich-ungarischen Kronland Galizien; heute ist diese Gegend ein Teil der westlichen Ukraine. Bereits in jungen Jahren hatte er gute Kenntnisse in moderner hebräischer Literatur. Ab dem Alter von 13 Jahren verfasste er Texte, damals noch auf Jiddisch, Deutsch und Polnisch. Mit 16 Jahren ging er auf Wanderschaft durch Galizien, wobei er als Lehrer arbeitete. Eine Zeitlang lebte er in Lemberg (heute Lwiw). Für die Lemberger jiddischsprachige Zeitung „Togblat“ und andere Zeitungen verfasste er Artikel. Ab 1908 veröffentlichte er Texte auf Hebräisch.
Im Jahr 1914, kurz vor dem Ersten Weltkrieg, wanderte er während der Periode der zweiten Alija nach Eretz Israel aus; die Region gehörte damals zum Osmanischen Reich. Dort arbeitete er als Lehrer für Hebräisch und Literatur, die meiste Zeit an höheren Schulen in Tel Aviv. Als Autor schrieb er nun Gedichte und Prosa für Erwachsene und Kinder und verfasste Rezensionen; zudem war er als Übersetzer und Redakteur tätig. Er engagierte sich organisatorisch beim Hebräischen Schriftstellerverband. Diese Organisation gründete auf seine Initiative 1950 das Machon Genazim als zentrales Archiv für Werke in hebräischer Sprache. Um seine Verdienste zu ehren, wurde es inzwischen in Asher Barash Bio-Bibliographical Institute umbenannt.
In seinem literarischen Werk, es handelt sich oftmals um Erzählungen und Novellen, beschreibt er die osteuropäische Welt, die er zurückgelassen hat, aber auch die Frühzeit von Tel Aviv; daneben greift er auch Episoden aus der jüdischen Geschichte auf. Wenn er die wirtschaftlichen und gesellschaftlichen Krisen der Dörfer seiner galizischen Heimat darstellt, die sowohl Juden als auch Nichtjuden treffen, geschieht dies mit einem elegischen Ton. Er gehört, neben Chaim Nachman Bialik, zu einer Gruppe von Autoren, die eine durchschnittliche Gesellschaft mit kaum hervorstechenden Helden zeichneten. Barash ist Vertreter eines realistischen Stils, übernimmt aber auch impressionistische und neoromantische Stilelemente aus der deutschen und skandinavischen Literatur. Barash will auch die irrationale Welt der Triebe offen und realistisch darstellen; seine Figuren erscheinen teils von irrationalen Kräften gesteuert.
Mit Jakob Rabinowicz gründete Barash die literarische Zeitschrift Hedim, die von 1922 bis 1929 für die Entwicklung der hebräischen Literatur Bedeutung erlangte. Sie deckte das Mittelfeld der Literatur gut ab, wagte es aber nicht, neuen Strömungen den Weg zu bahnen. Ab Eröffnung des Beit Bialik 1937 wirkte er auch als Vize-Direktor dieses Museums und Forschungsinstituts zu Bialiks Leben und Werk.

## Auszeichnungen
- 1939 Bialik-Preis

## Werke in deutscher Übersetzung
- Eine Stimme vom Himmel. Jüdische Märchen nacherzählt von Asher Barash. Aus d. Engl. übers. von Raul Niemann, Gütersloher Verl.-Haus Mohn, Gütersloh 1987
- Der geheimnisvolle Leuchter. Jüdische Legenden nacherzählt von Asher Barash. Ausgew. u. aus d. Engl. übers. von Raul Niemann, Gütersloher Verl.-Haus Mohn, Gütersloh 1990